# Bốn khúc tứ tấu
Bốn khúc tứ tấu (tiếng Anh: Four Quartets) – là một trường ca gồm 4 phần: Burnt Norton (1935), East Coker (1940), The Dry Salvages (1941) và Little Gidding (1942) của nhà thơ Mỹ đoạt giải Nobel Văn học năm 1948 T. S. Eliot. Bài thơ được viết từ năm 1934 đến năm 1942, lần đầu in gộp lại trong một trường ca vào năm 1943. Bốn khúc tứ tấu là một tác phẩm quan trọng của thơ ca thế giới thế kỷ XX cùng với Bản tình ca của J. Alfred Prufrock, Đất hoang, Ngày thứ Tư tro bụi (bài thơ) và Những kẻ rỗng tuếch.

## Tổng quan

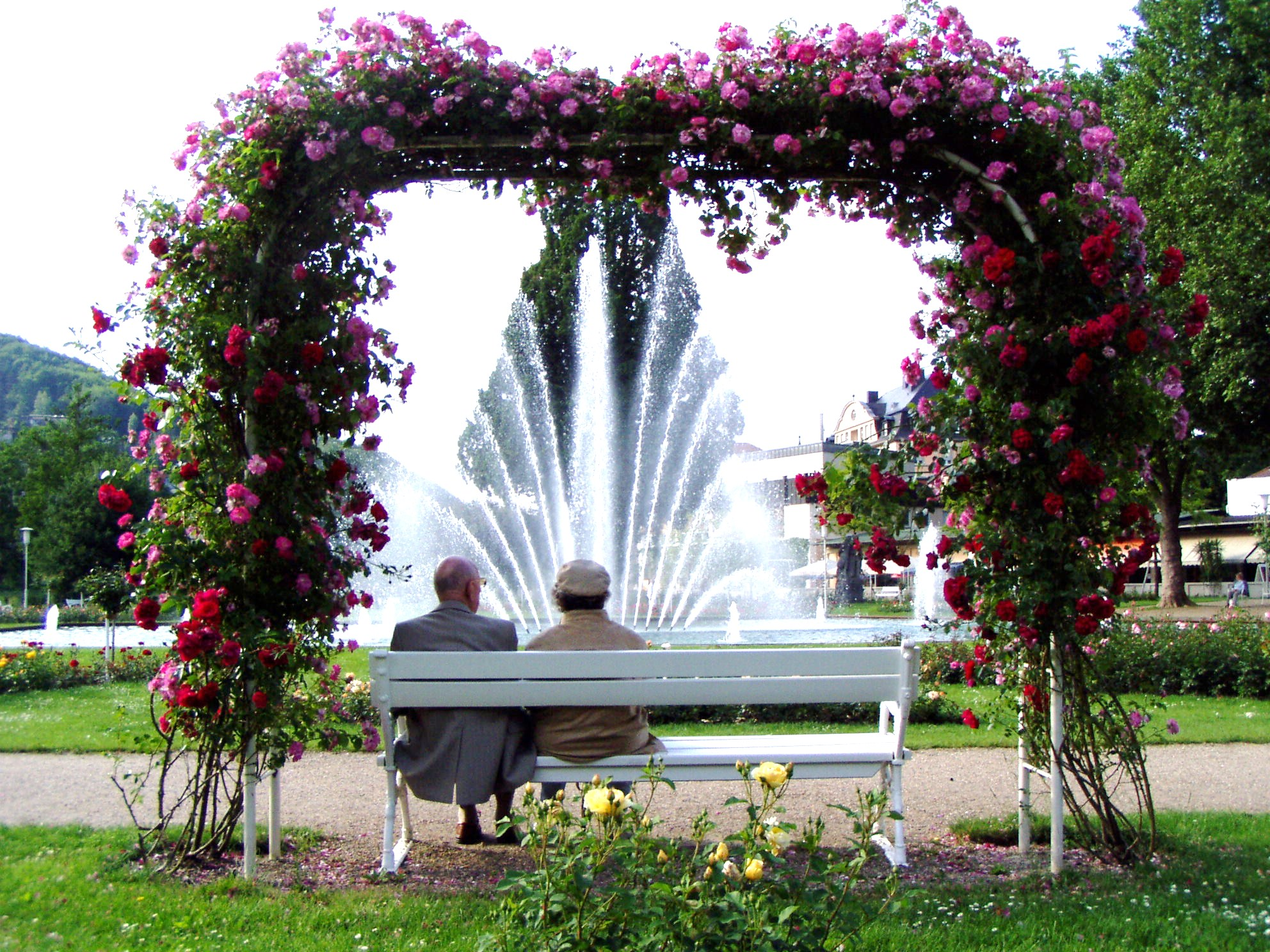
Hiện tại và Quá khứ

Đây là tác phẩm thể hiện quan niệm thơ ca và triết học của Eliot được hình thành trong những thập niên 20, 30, (thế kỷ XX) tiêu biểu là tác phẩm Ngày thứ tư tro bụi. Eliot kết hợp ở đây khái niệm về linh hồn bất tử của Cơ đốc giáo với cách giải thích khoa học những phạm trù như thời gian, nơi chốn, sự vô tận, sự chuyển hoá liên tục thành những hình thái khác nhau của đời sống…
Giải quyết những vấn đề này, Eliot chủ yếu dựa vào triết học trực cảm của Henri Bergson. Năm 1911 Eliot thường xuyên dự những giờ giảng triết học của Henri Bergson, cũng là người đoạt giải Nobel Văn học năm 1927. Ngoài ra, chính Eliot nhiều lần tuyên bố rằng ông theo đuổi chủ nghĩa lý tưởng tuyệt đối trong triết học của Francis Bradley (1846-1924), đặc biệt là tác phẩm Thể diện và thực chất (Apperance and Reality, 1893).
Bốn khúc tứ tấu chất đầy những biểu tượng của con số. màu sắc, nhịp điệu, thời gian. Bốn khúc tứ tấu tương đương với 4 mùa của năm, 4 quãng thời gian của một đời người, 4 chất liệu đầu tiên của vũ trụ (lửa, nước, đất và không khí). Eliot tiếp bước người thầy tinh thần của mình – Dante Alighieri (Thần khúc có 3 phần. mỗi phần có 33 khúc ca, tất cả là 99 khúc, cộng với 1 khúc mở đầu là bằng tròn 100, Thiên đường có 9 lớp, Địa ngục có chín tầng, Tĩnh ngục có 9 bậc v.v.).

## Trích phần 1 củaBurnt Norton
|  | τού λόγου δ'εόντος ξυνού ζώουσιν οί πολλοί ώς Ιδίαν έξουτες φρόνησιν I. p. 77. Fr. 2. {1} όδός άνω κάτω μέα καί ώυτή I. p. 89. Fr. 60. {2} Diels: Die Fragmente der Vorsokratiker Herakleitos. I Time present and time past Are both perhaps present in time future, And time future contained in time past. If all time is eternally present All time is unredeemable. What might have been is an abstraction Remaining a perpetual possibility Only in a world of speculation. What might have been and what has been Point to one end, which is always present. Footfalls echo in the memory Down the passage which we did not take Towards the door we never opened Into the rose-garden. My words echo Thus, in your mind. But to what purpose Disturbing the dust on a bowl of rose-leaves I do not know. Other echoes Inhabit the garden. Shall we follow? Quick, said the bird, find them, find them, Round the corner. Through the first gate, Into our first world, shall we follow The deception of the thrush? Into our first world. There they were, dignified, invisible, Moving without pressure, over the dead leaves, In the autumn heat, through the vibrant air, And the bird called, in response to The unheard music hidden in the shrubbery, And the unseen eyebeam crossed, for the roses Had the look of flowers that are looked at. There they were as our guests, accepted and accepting. So we moved, and they, in a formal pattern, Along the empty alley, into the box circle, To look down into the drained pool. Dry the pool, dry concrete, brown edged, And the pool was filled with water out of sunlight, And the lotos rose, quietly, quietly, The surface glittered out of heart of light, And they were behind us, reflected in the pool. Then a cloud passed, and the pool was empty. Go, said the bird, for the leaves were full of children, Hidden excitedly, containing laughter. Go, go, go, said the bird: human kind Cannot bear very much reality. Time past and time future What might have been and what has been Point to one end, which is always present. |